# Лучанківська сільська рада
Лучанківська сільська рада (Лученківська сільська рада) — колишня адміністративно-територіальна одиниця та орган місцевого самоврядування у Словечанському і Овруцькому районах Коростенської і Волинської округ, Київської й Житомирської областей Української РСР та України з адміністративним центром у с. Лучанки.

## Населені пункти
Сільській раді були підпорядковані населені пункти:
- с. Лучанки
- с. Возничі
- с. Козулі
- с. Мацьки

## Населення
Кількість населення ради, станом на 1923 рік, становила 1 571 особу, кількість дворів — 355.
Відповідно до результатів перепису населення СРСР, кількість населення ради, станом на 12 січня 1989 року, становила 1 104 особи.
Станом на 5 грудня 2001 року, відповідно до перепису населення України, кількість мешканців сільської ради становила 845 осіб.

## Склад ради
Рада складалась з 12 депутатів та голови.

### Керівний склад сільської ради
| ПІБ                          | Основні відомості                                                                                  | Дата обрання | Дата звільнення |
| ---------------------------- | -------------------------------------------------------------------------------------------------- | ------------ | --------------- |
| Невмержицька Надія Василівна | Сільський голова, 1952 року народження, освіта                                                     | 26.03.2006   | 31.10.2010      |
| Ковальчук Сергій Борисович   | Сільський голова, 1958 року народження, освіта вища, член Всеукраїнського об'єднання «Батьківщина» | 31.10.2010   |                 |

Примітка: таблиця складена за даними джерела

## Історія
Створена 1923 року в складі сіл Возничі, Лученки (Лучанки) та хуторів Греки, Лісовці, Мацьки і Роговка Покалівської волості Овруцького району Волинської губернії. 21 жовтня 1925 року с. Возничі та хутори Лісовці, Мацьки й Роговка відійшли до складу новоствореної Возничівської сільської ради Словечанського району.
Станом на 1 вересня 1946 року сільська рада входила до складу Словечанського району Житомирської області, на обліку в раді перебувало с. Лучанки.
Після 1952 року х. Греки не значився на обліку населених пунктів. 11 серпня 1954 року, відповідно до указу Президії Верховної ради Української РСР «Про укрупнення сільських рад по Житомирській області», до складу ради включено села Возничі та Мацьки ліквідованої Возничівської сільської ради Словечанського району. Фактично увійшло до складу ради й с. Козулі, офіційно взяте на облік 16 вересня 1960 року, відповідно до рішення Житомирського облвиконкому № 960 «Про уточнення обліку населених пунктів області».
На 1 січня 1972 року сільська рада входила до складу Овруцького району Житомирської області, на обліку в раді перебували села Возничі, Козулі, Лучанки та Мацьки.
Припинила існування 8 листопада 2017 року в зв'язку з об'єднанням до складу Словечанської сільської територіальної громади Овруцького району Житомирської області.
Входила до складу Словечанського (7.03.1923 р.) та Овруцького (30.12.1962 р.) районів.